# Archibald Campbell, 3.º Duque de Argyll
Archibald Campbell, 3.º Duque de Argyll KG KT PC (Petersham, Surrey, 1 de junho de 1682 — Londres, 15 de abril de 1761) foi um aristocrata, juiz, político e militar escocês.

## Biografia
Campbell nasceu em Petersham, Surrey, educado no Eton College, em Berkshire. Estudou depois na Universidade de Glasgow, Escócia, e na Universidade de Utrecht, Países Baixos. Apoiou o seu irmão, John Campbell, 2.º Duque de Argyll, em muitos assuntos, principalmente com relação ao Ato de União, o que lhe valeu o título de Conde de Ilay em 19 de outubro de 1706. Foi escolhido um dos dezesseis pares representantes da Escócia no Primeiro Parlamento da Grã-Bretanha (1707). Sua carreira militar, porém, foi menos bem sucedida que a de seu irmão. Foi coronel do recém-formado 36º Regimento de Infantaria, em 1701 e ajudou seu irmão em 1715 na Batalha de Sheriffmuir. Quatro anos antes, havia sido nomeado para o Conselho Privado. Muitos o chamavam de “o homem mais poderoso da Escócia”, pelo menos até a era de Henry Dundas, 1.º Visconde Melville.
Lorde Ilay foi um dos fundadores do Royal Bank of Scotland em 1727, e atuou como primeiro governador do banco. Seu retrato aparece na frente de todo o papel-moeda do Royal Bank of Scotland, e como marca d'água sobre as notas, desde que elas foram redesenhadas em 1987. O retrato é baseado em uma pintura de Allan Ramsay, exposta na Galeria Nacional Escocesa de Retratos.
Foi nomeado guardião do Selo Privado da Escócia, em 1721, e depois lhe foi confiado a gestão principal de assuntos escoceses de uma forma que o levou a ser chamado de “rei da Escócia”. Em 1733 foi nomeado guardião do Grão-selo da Escócia, um cargo que ocupou até sua morte. Sucedeu seu irmão como 3.º Duque de Argyll em 4 de outubro de 1743. Tanto como Conde de Ilay, como Duque de Argyll, teve destaque importante (com Duncan Forbes de Culloden) no movimento para a consolidação da lealdade escocesa através da formação de regimentos recrutados localmente nas Terras Altas. O duque foi eminente não só por suas habilidades políticas, mas também por suas realizações literárias, e formou uma das bibliotecas privadas mais importantes do Reino da Grã-Bretanha.
Morreu repentinamente em 15 de abril de 1761 e seus títulos ingleses tornaram-se extintos. Foi casado com Anne Whitfield, mas não teve filho legítimo, e sua propriedade na Inglaterra foi deixada para a senhora Ann Williams, com quem teve um filho, William Campbell. Seus títulos do Pariato da Escócia passaram para o seu primo, filho do irmão de seu pai, John Campbell de Mamore.
O Duque construiu uma fazenda em Whitton Park, Whitton, em Middlesex, em 1722 em terras anexadas alguns anos antes de Hounslow Heath. O duque era um entusiasta da jardinagem e importou inúmeras espécies exóticas de plantas e árvores para sua propriedade. Foi apelidado de “Contrabandista de Árvores” por Horace Walpole. Após sua morte, muitas delas, incluindo árvores já formadas, foram transplantadas por seu sobrinho, John Stuart, 3.° Conde de Bute, para o novo jardim da Princesa de Gales em Kew. Mais tarde ele se tornou os Reais Jardins Botânicos de Kew e algumas das árvores do duque ainda podem ser vistas lá até hoje. A Árvore de Chá do Duque de Argyll é um arbusto importado que recebeu o seu nome em algumas partes da Inglaterra. Uma de suas descendentes, Jenny von Westphalen foi esposa do conhecido filósofo alemão Karl Marx.